# باترسون تومسون
باترسون تومسون (26 سبتمبر 1971 - ) (بالإنجليزية: Patterson Thompson)‏ هو لاعب كريكت باربادوسي. شارك مع منتخب الهند الغربية للكريكت ومنتخب باربادوس الوطني للكريكت.

## وصلات خارجية
- باترسون تومسون على موقع إي آس بي آن كريك إنفو (الإنجليزية)